# Piedramillera
Piedramillera település Spanyolországban, Navarra autonóm közösségben. Piedramillera Sorlada, Mendaza, Ancín-Antzin, Legaria, Etayo, El Busto és Los Arcos községekkel határos. Lakosainak száma 45 fő (2024).

## Népesség
A település népessége az elmúlt években az alábbi módon változott:
| Lakosok száma | 64   | 60   | 60   | 55   | 48   | 43   | 37   | 37   | 40   | 45   |
|               | 2001 | 2004 | 2007 | 2009 | 2012 | 2014 | 2017 | 2019 | 2022 | 2024 |